# Nectandra barbellata
Nectandra barbellata är en lagerväxtart som beskrevs av B. Coe-teixeira. Nectandra barbellata ingår i släktet Nectandra och familjen lagerväxter. Inga underarter finns listade i Catalogue of Life.